# 櫛引ユキ子
櫛引 ユキ子（くしびき ゆきこ、1953年（昭和28年）6月12日 - ）は、日本の政治家。青森県議会議員（4期）

## 来歴
青森県立五所川原高等学校卒業。田沢吉郎派重鎮市議の義父・櫛引留吉の後継として、1997年（平成9年)五所川原市議会議員選挙に初当選。
- 2001年（平成13年）五所川原市議会議員選挙にて再選。
- 2005年（平成17年）五所川原市議会議員選挙にて3選。
- 2007年（平成21年）青森県議会議員選挙に初当選。
- 2010年（平成24年）自由民主党を離党し無所属で五所川原市長選に出馬。現職の平山誠敏に僅差で及ばず落選[1]。
- 2011年（平成25年）青森県議会議員選挙にて再選。
- 2015年（平成29年）青森県議会議員選挙にて3選。
- 2019年（平成31年）青森県議会議員選挙にて4選[2]。同年5月13日、県政史上初の女性副議長に就任[3]。